# Göyçay
Göyçay – miasto w Azerbejdżanie, stolica rejonu Göyçay. Liczy 37 000 mieszkańców (dane na rok 2010). 
W mieście rozwinął się przemysł spożywczy, materiałów budowlanych, samochodowy oraz odzieżowy.
W mieście od 2006 roku corocznie w październiku lub listopadzie organizowany jest festiwal granatu – Nar Bayrami, który jest tradycją wpisaną w 2020 roku na listę reprezentatywną niematerialnego dziedzictwa kulturowego UNESCO. 